# Гама, Руфино
Руфино Уолтер Гама (порт. Rufino Walter Gama; 20 июня 1998 года, Баукау, Восточный Тимор, Индонезия) — восточнотиморский футболист, нападающий клуба «Лаленок Юнайтед» и национальной сборной. Рекордсмен сборной по забитым мячам (7).

## Клубная карьера
Воспитанник столичной «Академики». В 2017 году перешёл в «Какусан», но ушёл после первого сезона ввиду вылета клуба в Сегунду. Зимой 2018 года перешёл в «Каркету Дили», в составе клуба стал вице-чемпионом Восточного Тимора. В 2020 году присоединился к «Лаленок Юнайтед». В составе клуба также стал вице-чемпионом, кроме того стал обладателем Кубка Восточного Тимора и Кубка футбольной федерации — аналога Примейры и Сегунды в период пандемии COVID-19.

## Карьера в сборной
Выступал за молодёжные сборные разных возрастов. За первую сборную дебютировал 2 июня 2016 года в гостевом матче со сборной Малайзии, выйдя на замену на 81-й минуте. Первый гол забил 8 октября в гостевом матче со сборной Тайваня. 2 ноября в гостевом матче со сборной Брунея получил прямую красную карточку. 11 июня 2019 года в домашнем матче со сборной Малайзии забил седьмой гол за сборную, тем самым побив рекорд Мурило де Алмейды по голам за сборную.

## Достижения

### Клубные

#### «Каркету Дили»
- Вице-чемпион Восточного Тимора: 2018

#### «Лаленок Юнайтед»
- Обладатель Кубка Восточного Тимора: 2020
- Обладатель Кубка футбольной федерации: 2020
- Вице-чемпион Восточного Тимора: 2019

### Личные
- Лучший бомбардир сборной Восточного Тимора: 7 голов